# Ortognathosia
Ortognathosia là một chi bướm đêm thuộc phân họ Tortricinae của họ Tortricidae.

## Các loài
- Ortognathosia santamariana Razowski, 1988